# Margarita Prieto Yegros
Margarita Prieto Yegros (Asunción, Paraguay, 18 de noviembre de 1936-ibíd. 10 de octubre de 2017) fue una poeta, escritora e historiadora paraguaya. Fue miembro del Taller de Cuento Breve y del PEN Club del Paraguay. Prieto Yegros fue académica de número de la Academia Paraguaya de la Historia, correspondiente de la Real Academia Española de la Historia.

## Trayectoria
Doctorada en Historia por la Facultad de Filosofía de la Universidad Nacional de Asunción, Margarita Prieto Yegros fue asesora de la Fundación Cabildo y redactora de la revista Tupãsy Ñe´ẽ (El Mensaje de la Virgen María), también colaboró regularmente en periódicos de la capital y desde 1986 integró el Taller Cuento Breve dirigido por el profesor Hugo Rodríguez-Alcalá. Sus cuentos han aparecido en cuatro de los libros de dicho taller, incluyendo dos en Verdad y Fantasía (1995). Tiene además relatos inéditos.

## Obras
Margarita Prieto Yegros publicó numerosos libros entre los que se mencionan: "Verdad y fantasía" (1995), "En tiempo de chivatos" (1998), quinta edición de "Cuentos de la Guerra Grande" (2001), séptima edición de "Consultorio sentimental" (2006) y "Nuevos cuentos de la Guerra Grande" (2006), además del libro "El Tratado de Tordesillas" (2006).

## Premios
Margarita Prieto Yegros dedicó gran parte de su vida a la docencia, campo en el que fue varias veces distinguida con galardones como la «Medalla de Oro» de las Autoridades y Maestros del 9.º Departamento, Paraguarí (1980) y la «Placa de Gratitud y Reconocimiento» del Departamento de Formación Docente del Ministerio de Educación y Cultura del Paraguay (1993).